# 中国民主革命同盟
中国民主革命同盟简称“小民革”，是中国共产党统一战线性质的组织，1941年由周恩来在重庆成立并领导，1949年9月17日在北平结束。

## 由来
1941年1月皖南事变后，国共冲突加剧。领导中共中央南方局工作的周恩来提议由部分中共党员、国民党左派以及一些在国民政府中担任较高幕僚职务的亲共人士，组织成立一个外围政治组织，目的是：与各方面的党外人士联络，贯彻抗日统一战线；建立了解国民党内部动向的信息渠道。
1941年8月，由周恩来、董必武、王若飞谋划，王昆仑、许宝驹、王炳南等人参与，在屈武暂住的重庆领事巷十号康心之公馆召开成立会议，参加者共有十八人（以姓氏笔画为序：王昆仑、王炳南、邓初民、刘仲容、许宝驹、许宝骙、阳翰笙、闵刚侯、吴茂荪、侯外庐、屈武、阎宝航、高崇民、郭春涛、梁蔼然、赖亚力、曹孟君、谭惕吾），推选王昆仑、许宝驹为主要负责人。成立的时候，起名“中国民族大众同盟”，一年后改为“中国民主革命同盟”。逐步发展到200余人，在重庆、北平、上海、南京、西安、成都建立了组织，开展工作。
1949年9月17日，“小民革”中央负责人王昆仑、王炳南等7人代表“小民革”发表《中国民主革命同盟结束声明》，在新政协第二次全体会议上散发，正式结束了“小民革”。随后，王昆仑、许宝驹、阎宝航等原“小民革”负责人分别作为民主党派、人民团体等单位的代表参加了新政协，其大部分成员参加了中国新政治学会。
按照1984年7月中央组织部《关于我党在白区直接领导的部分组织、团体成员参加革命工作时间问题的通知》（组通字［1984］22号）文件，凡参加“中国民主革命同盟”的正式盟员，一直坚持革命工作的，其参加革命工作时间可从入盟时算起。